# 中华吻状蛤
中华吻状蛤（学名：Nuculana sinensis），是弯锦蛤目弯锦蛤科弯锦蛤属的一种。其种加词“sinensis”意为“中华的”。

## 分佈
主要分布于南中國海和東中國海水深60米左右细颗粒软泥沉积物。